# 872 в Україні
872 в Україні — це перелік головних подій, що відбулись у 872 році на території сучасних українських земель. Також подано список відомих осіб, що народилися та померли в 872 році.

## Події
- Втрата незалежності землі кривичів, яка лежала між Славією та Куявією.
- Вбивство болгарами сина Аскольда.
- Хозарський каганат підпорядкував собі кочові народи на великій степовій території між Азовським морем та Аралом.
- Існують території лісостепової України слов'янські племена білих хорватів, бужан, волинян, деревлян, дулібів, полян, сіверян, тиверців, уличів. У Північному Причорномор'ї співіснують різні кочові племена, зокрема булгари, хозари, алани, тюрки, угри, кримські готи.

## Особи
- правління князя Аскольда у Києві.

### Померли
- син Аскольда (убито болгарами)[1].